# Kanton Toulouse-11
Der Kanton Toulouse-11  ist seit 1973 ein französischer Wahlkreis im Arrondissement Toulouse, im Département Haute-Garonne und in der Region Okzitanien; sein Hauptort ist Toulouse. 

## Gemeinden
Der Kanton besteht aus einem Teil der Stadt Toulouse uns einer weiteren  Gemeinde mit insgesamt 53.830 Einwohnern (Stand: 1. Januar 2022) auf einer Gesamtfläche von 19,48 km²:
| Gemeinde              | Einwohner 1. Januar 2022 | Fläche km² | Dichte Einw./km² | Code INSEE | Postleitzahl                             |
| --------------------- | ------------------------ | ---------- | ---------------- | ---------- | ---------------------------------------- |
| Ramonville-Saint-Agne | 15.172                   | 6,46       | 2.349            | 31446      | 31520                                    |
| Toulouse              | 38.658                   | 13,02      | 2.969            | 31555      | 31000, 31100, 31200, 31300, 31400, 31500 |
| Kanton Toulouse-11    | 53.830                   | 19,48      | 2.763            | 3125       | –                                        |

1. ↑   Nur der südöstliche Teil der Gemeinde, der Rest verteilt sich auf die Kantone Toulouse-1, Toulouse-2, Toulouse-3, Toulouse-4, Toulouse-5, Toulouse-6, Toulouse-7, Toulouse-8, Toulouse-9 und Toulouse-10.

Bis zur landesweiten Neuordnung der französischen Kantone im März 2015 bestand der Kanton aus einem Teil der Gemeinde Toulouse. Er besaß einen anderen INSEE-Code als heute, nämlich 3146.